# Myrmecophilus longitarsis
Myrmecophilus longitarsis är en insektsart som beskrevs av Lucien Chopard 1925. Myrmecophilus longitarsis ingår i släktet Myrmecophilus och familjen Myrmecophilidae. Inga underarter finns listade i Catalogue of Life.